# Boxarskadeståndets stipendieprogram
Boxarskadeståndets stipendieprogram (kinesiska: 庚子賠款獎學金; pinyin: Gēngzǐ Péikuǎn Jiǎngxuéjīn) var ett stipendieprogram som finansierades genom det skadestånd som Kina betalade till Förenta staterna efter Boxarupproret och som gav möjlighet för kinesiska studenter att studera i USA. Det har kallats det viktigaste programmet för att utbilda kinesiska studenter i Amerika och otvivelaktigt den mest betydelsefulla och framgångsrika aktiviteten för att främja studier utomlands i Kina under nittonhundratalet.

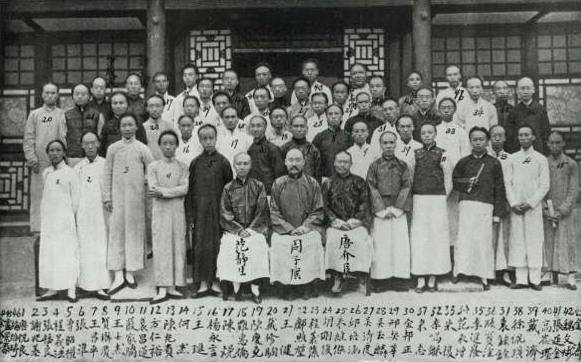
Den första gruppen stipendiater 1909. Blivande presidenten i Republiken Kina, Zhou Ziqi i mitten på första raden.

## Bakgrund
Efter Boxarupproret dömdes den besegrade Qing-dynastin att betala ett krigsskadestånd på 450 miljoner taels av fint silver (på den tiden värt ca 67,5 miljoner pund eller 333 miljoner US-dollar) med en ränta på 4 % per år i 39 år, och måste slutligen betala hela 982 238 150 taels (ca 34 683 ton silver), för den förlust som orsakats Åttanationsalliansen, där USA:s andel var 7,32 %, den ryska 28,97 %, den tyska 20,02 %, den franska 15,75 %, den brittiska 11,25 %, den japanska 7,73 %, den italienska 7,32 %, den belgiska 1,89 %, den österrikisk-ungerska 0,89 %, den nederländska 0,17 %, och den spanska, portugisiska, svenska och norska 0,025 % vardera.
När Liang Cheng, Qing-dynastins representant i USA, fick reda på att villkoren i Boxarprotokollet tilldelade USA mer pengar än de ursprungligen hade krävt, inledde han en kampanj för att pressa USA att återbetala mellanskillnaden till Kina. Efter flera år beslutade Theodore Roosevelt-administrationen i juni 1907 att använda skillnaden till ett stipendieprogram för att ge kinesiska studenter möjlighet att studera i USA. 
Mellan 1909 och 1929 kunde ungefär 1 300 elever studera genom programmet. En del av pengarna gick till att starta en skola i Peking 1911 för att förbereda eleverna. När sedan Tsinghua hade blivit en riktig högskola 1929, öppnades Boxarskadeståndets stipendieprogram för alla kandidater. Totalt fem grupper utbildades i USA innan den japanska invasionen av Kina 1937.
Ett antal framstående kineser och kinesiska amerikaner tog del av Boxarskadeståndets stipendieprogram, inklusive filosofen Hu Shih, Nobelpristagaren i fysik Chen Ning Yang, matematikern Kai Lai Chung, lingvisten Yuen Ren Chao, utbildare Kuo Ping-Wen och raketforskaren Qian Xuesen. Stipendierna fungerade som en modell för Fulbright-programmets stipendier för internationella utbytesprogram inom utbildningsväsendet. Storbritannien, Frankrike och Japan införde senare liknande program för kinesiska studenter.